# Alpha Dog
Alpha Dog is een Amerikaanse film uit 2006 onder regie van Nick Cassavetes. De film werd geïnspireerd door de ware gebeurtenissen rond Jesse James Hollywood, een drugsdealer die werd veroordeeld voor ontvoering en moord en door zijn daden de jongste man ooit werd die de Most Wanted-lijst van de FBI haalde.

## Verhaal
Johnny Truelove is de zoon van drugsdealer Sonny Truelove, en verleent hand en span diensten voor zijn vader door middel van het dealen van weed onder de jongeren in en rond de Gabriel Valley (San Fernando Valley volgens het echte verhaal), alleen is hij voor heel zijn handel afhankelijk van zijn vader. Niettemin hangt Johnny graag de zware jongen uit, hij feest veel, drinkt en blowt met zijn vrienden en bendeleden Tiko Martinez, Frankie Ballenbacher, Elvis Schmidt en Jake Mazursky.
Mazursky moest iets opknappen voor Johnny in San Diego, hierdoor zou hij meteen een drugsschuld kunnen terugbetalen aan Johnny, maar dit verpest hij waardoor er een ruzie ontstaat tussen Mazursky en Johnny die uit de hand loopt en waarbij Johnny zelfs een wapen trekt. Als Johnny's vrienden de twee gescheiden hebben, verlaat Mazurksy woedend Johnny's huis.
Mazursky neemt wraak waarbij hij een poging tot verzekeringsfraude ter waarde van 30.000 dollar verpest voor Johnny. Johnny komt dit te weten, en belt Mazursky's reclasseringsambtenaar en deelt hem mede dat Mazursky weer drugs gebruikt, waardoor Mazursky door zijn baas gedwongen wordt tot een urinecontrole en bij het horen hiervan een woede-uitbarsting krijgt.
Wanneer Mazursky vanwege zijn drugsgebruik ontslagen wordt, komt die zich met wat vrienden afreageren op Johnny's huis. Onderwijl dat hij daar de boel kort en klein slaat, verstopt Johnny zich bang met zijn geweer in de badkamer. Hij verklaart later aan zijn vrienden dat hij niet thuis was toen het gebeurde en zweert wraak.
Wanneer Johnny, Martinez en Ballenbacher rondrijden in Martinez' busje zien ze Zack lopen, Mazursky's vijftienjarige broertje. Deze is zojuist kwaad van huis vertrokken nadat zijn vader Butch en moeder Olivia zijn bong gevonden hadden. In een opwelling laden ze Zack in het busje met de bedoeling zo druk te zetten op zijn oudere broer. Ballenbacher krijgt de taak op hem te passen.
Ballenbacher is niet van plan de minderjarige jongen een zware tijd te bezorgen. Hij neemt hem mee naar huis, uit drinken en blowen en mee naar het verjaardagsfeest van zijn vriendin Angela Holden. Daar verliest hij met plezier zijn maagdelijkheid aan Julie Beckley en een vriendin van haar. Zack voelt zich alsof hij in een droomwereld terecht is gekomen en zweert trouw aan Ballenbacher en zijn vrienden, die het op hun beurt prima met het kereltje kunnen vinden. Onderwijl loopt er een teller op het scherm mee die het aantal potentiële getuigen van de - officieel - ontvoering bijhoudt, dat oploopt tot in de tientallen.
Johnny beseft inmiddels dat hij geen idee heeft wat hij verder met Zack aan moet vangen. Hij schrikt wanneer hij beseft dat hij officieel een ontvoering heeft gepleegd, waarvoor hij een levenslange gevangenisstraf kan krijgen. Hij moet van Zack af, maar durft hem niet te laten gaan. Als Zack praat over de ontvoering, draait hij immers de bak in. Johnny's vader is woedend op hem om zijn domme daad en raadt hem aan de jongen te laten gaan en zich aan te geven; hij schat in dat het dan mogelijk is de gevangenisstraf tot twee jaar te beperken. Johnny ziet dit toch niet zitten en wil dat Ballenbacher de jongen ombrengt en het lijk laat verdwijnen. Deze heeft daar geen trek in en rekt het verblijf van Zack om Johnny de tijd te geven tot inkeer te komen. Kort daarop verschijnt Schmidt voor Ballenbacher. Hij was altijd het pispaaltje van de groep en ziet in het vermoorden van Zack een kans om in de pikorde te stijgen. Ballenbacher vindt het vreselijk, maar hij wordt onder druk gezet en werkt er dan toch deels aan mee: hij verschaft schoppen om een graf te graven, maar weigert mee te helpen met het graven. Schmidt overtuigt een jongere vriend, Keith Stratten, om daarmee te helpen. In de avond brengen Schmidt, Stratten en Ballenbacher Zack, terwijl hem wordt verteld dat hij naar huis gebracht wordt, naar de afgelegen plek in de bergen waar ze het graf gegraven hebben. Schmidt kan het niet langer verdragen, omhelst Zack, en gaat terug naar de auto. Nadat Ballenbacher Zack valselijk gerustgesteld heeft boeit hij hem met ducttape en plakt dat ook over zijn mond, waarna Schmidt hem van achter met een schop op zijn hoofd slaat, waarna hij met een automatisch geweer met een groot aantal kogels gedood wordt.
Een aantal daders wordt gelijk opgepakt. Johnny wijkt uit naar Zuid-Amerika, maar wordt een aantal jaren later alsnog opgepakt.

## Rolverdeling
| Acteur             | Personage            |
| ------------------ | -------------------- |
| Emile Hirsch       | Johnny Truelove      |
| Justin Timberlake  | Frankie Ballenbacher |
| Anton Yelchin      | Zack Mazursky        |
| Shawn Hatosy       | Elvis Schmidt        |
| Ben Foster         | Jake Mazursky        |
| Sharon Stone       | Olivia Mazursky      |
| Dominique Swain    | Susan Hartunian      |
| Paul Johansson     | Paul Johansson       |
| Olivia Wilde       | Angela Holden        |
| Lukas Haas         | Buzz Fecske          |
| Bruce Willis       | Sonny Truelove       |
| Amanda Seyfried    | Julie Beckley        |
| Heather Wahlquist  | Wanda Haynes         |
| Vincent Kartheiser | Pick Giamo           |
| Fernando Vargas    | Tiko 'TKO' Martinez  |